# Cabut del Sira
El cabut del Sira (Capito fitzpatricki) és una espècie d'ocell de la família dels capitònids (Capitonidae) que habita el Perú central.

## Taxonomia
És una espècie descrita recentment per Seeholzer et al. 2012.